# John Stumpf
Pour les articles homonymes, voir Stumpf.
John Gerard Stumpf, né le 15 septembre 1953 à Pierz, Minnesota, est un dirigeant d'entreprise américain et un banquier de détail. Il a été président-directeur général de Wells Fargo, l'une des quatre grandes banques des États-Unis. Il est nommé PDG en juin 2007, élu au conseil d'administration en juin 2006 et nommé président en août 2005. Il devient président en janvier 2010. John Stumpf démissionne de son poste de président-directeur général de Wells Fargo le 12 octobre 2016, après un scandale impliquant des comptes clients ouverts à leur insu. Ces abus ont généré des plaintes et poursuites des citoyens et des législateurs. Il a été remplacé par Timothy J. Sloan.

## Biographie
Originaire de Pierz, Minnesota, John Stumpf grandit dans une fratrie de 11 enfants, dans une ferme laitière et avicole. Son père, éleveur laitier, est d'origine allemande et sa mère d'origine polonaise. Il a été élevé dans la religion catholique. John Stumpf partage une chambre avec ses frères jusqu'à son mariage. Il obtient son diplôme de fin de lycée avec des résultats passables (moitié basse de sa classe). Il débute professionnellement comme boulanger dans une boulangerie de Pierz. Un an plus tard, John Stumpf s'inscrit à la St. Cloud State University, de manière provisoire. Il obtient finalement un emploi d' agent de reprise de possession à la First Bank à St. Paul, Minnesota.
John Stumpf est titulaire d'une licence en finance de la St. Cloud State University et d'un MBA avec spécialisation en finance de la Carlson School of Management de l'Université du Minnesota.

## Carrière
En 1982, Stumpf rejoint la Northwestern National Bank, la banque phare de Norwest Corporation. Il travaille dans le département d'administration des prêts, puis devient vice-président senior et directeur du crédit pour Norwest Bank, NA, Minneapolis. Il occupe plusieurs postes de direction à Norwest Bank Minneapolis et Norwest Bank Minnesota avant d'assumer la responsabilité de Norwest Bank Arizona en 1989. Il est nommé président régional de Norwest Banks dans le Colorado/Arizona, en 1991. De 1994 à 1998, il est président régional de Norwest Bank Texas. Au cours de ses quatre années à ce poste, il dirige l'acquisition par Norwest de 30 banques texanes avec un actif total de plus de 13 milliards de dollars.
Norwest fusionne avec Wells Fargo en 1998. Norwest était le survivant nominal, mais la banque fusionnée a conservé le nom de Wells Fargo. John Stumpf devient le chef du Southwestern Banking Group de Wells Fargo (Arizona, Nouveau-Mexique et Texas). Deux ans plus tard, il prend la tête du nouveau Western Banking Group (Arizona, Colorado, Idaho, Nevada, Nouveau-Mexique, Oregon, Texas, Utah, Washington et Wyoming). En 2000, il dirige l'intégration de l'acquisition par Wells Fargo de la First Security Corporation de 23 milliards de dollars, basée à Salt Lake City. En mai 2002, il est nommé Group EVP of Community Banking. En décembre 2008, il dirige l'une des plus importantes fusions de l'histoire avec le rachat de Wachovia.
John Stumpf devient PDG de Wells Fargo en juin 2007 et président en janvier 2010. En 2012, la rémunération totale de John Stumpf était de 22,87 millions de dollars avec un salaire de base de 2,8 millions de dollars, 3 300 000 dollars en primes en espèces, 12,5 millions de dollars en actions attribuées et 15 000 dollars en autres rémunérations .
John Stumpf a été directeur de l'Association nationale depuis le 27 juin 2006 et membre du comité des litiges de Visa Inc.. Après sa retraite, lui et sa femme achètent une maison près de Mummy Mountain à Paradise Valley, en Arizona.
.

### Rôle dans le scandale des faux comptes
En septembre 2016, Wells Fargo est condamné à une amende de 100 millions de dollars par le Consumer Financial Protection Bureau, de 50 millions de dollars par le Bureau du contrôleur de la monnaie et de 35 millions de dollars par la ville et le comté de Los Angeles, pour avoir ouvert deux millions de chèques et de cartes de crédit avec comptes sans le consentement de ses clients,,. John Stumpf sévèrement réprimandé par des législateurs en colère à Capitol Hill, lors d'audiences devant le comité des banques du Sénat américain et le comité des services financiers de la Chambre. Il a été accusé d'avoir vendu frauduleusement plusieurs comptes à des clients alors qu'ils n'en avaient pas besoin et d'avoir utilisé ces résultats dans des rapports trimestriels pour obtenir des rendements plus importants sur les actions de Wells Fargo. Le 27 septembre, le Wall Street Journal annonce que le conseil d'administration envisage de réduire la rémunération de John Stumpf et de l'ancienne responsable de la banque de détail, Carrie Tolstedt,. Deux jours plus tard, John Stumpf comparait de nouveau devant le Congrès, déclarant son intention de renoncer à au moins 41 millions de dollars de salaire. Il a également affirmé que Wells Fargo abandonnerait rapidement son programme d'incitation à la vente. Le 23 janvier 2020, John Stumpf accepte une interdiction à vie du secteur bancaire et une amende de 17,5 millions de dollars pour son rôle dans le scandale des faux comptes. En novembre 2020, il a réglé de nouvelles enquêtes de la SEC et a accepté de payer une amende civile supplémentaire de 2,5 millions de dollars,. À son départ de Wells Fargo, la rémunération totale de John Stumpf s'élevait à plus de 130 millions de dollars. Des critiques de haut niveau, dont Elizabeth Warren, demandent que des poursuites pénales soient engagées contre lui,. En juin 2021, aucune n'avait été engagée.

### Critiques de la Réserve fédérale
En février 2018, Janet Yellen, lors de son dernier jour en tant que présidente du conseil des gouverneurs de la Réserve fédérale, approuve une lettre cinglante adressée à Stumpf pour souligner ses échecs en tant que coprésident du conseil d'administration de Wells Fargo. La lettre, signée par Michael Gibson, directeur de la Division de la surveillance et de la réglementation, citait la complicité de John Stumpf concernant l'ignorance des programmes de gestion des risques médiocres de la banque et l'absence d'enquête sérieuse sur ses pratiques de vente.